# Slaperdijk

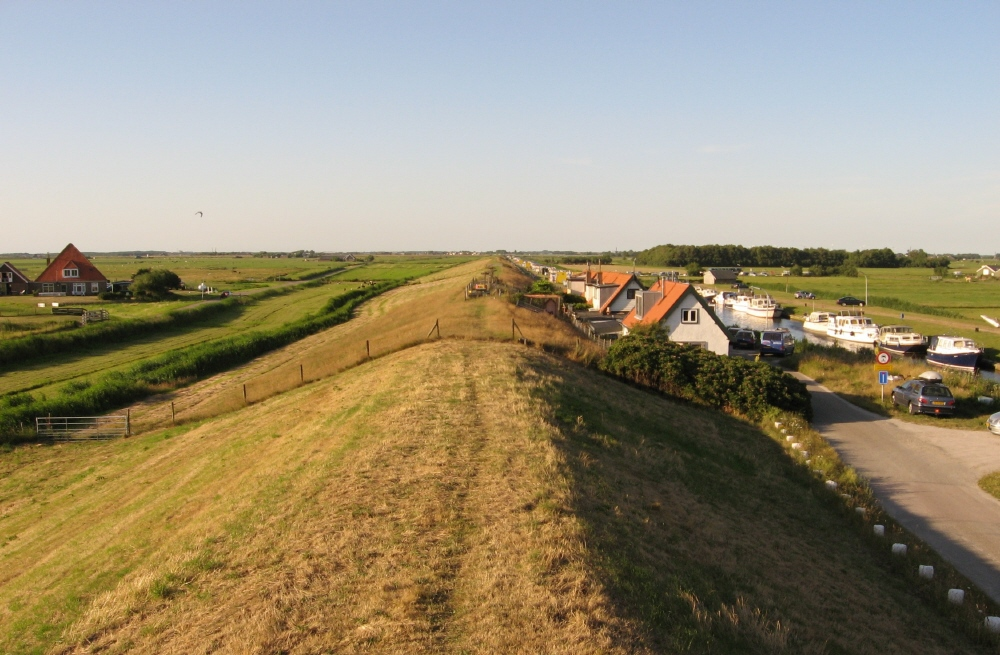
Slaperdijk bij de Hondsbossche Zeewering in Noord-Holland. Deze dijk ligt een kilometer landwaarts van de huidige zeedijk. In 1570 voorkwam deze slaperdijk een overstroming.

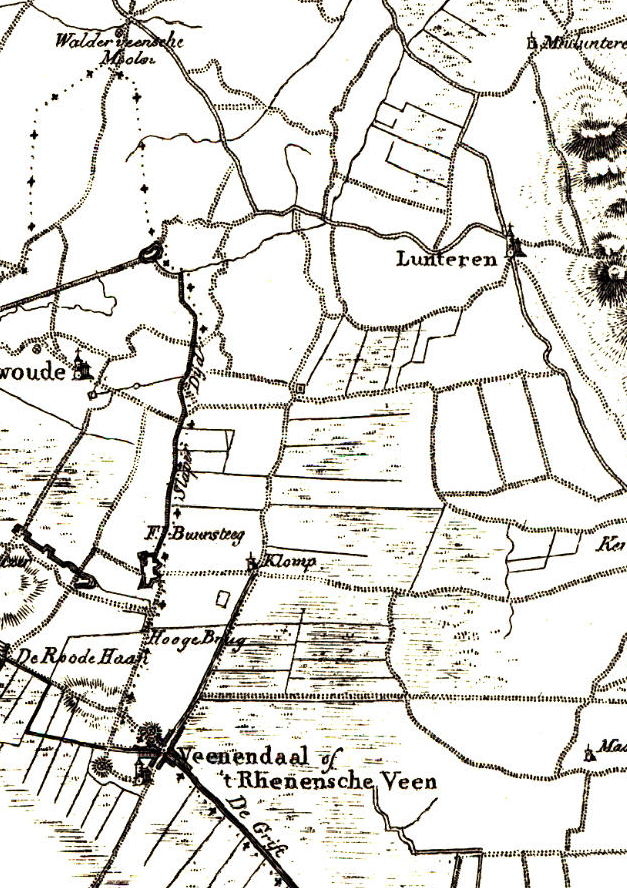
Slaperdijk ten noorden van Veenendaal (kaart van 1810)

Een slaperdijk is een landinwaarts gelegen reservedijk, meestal bij een zeedijk. Slaperdijken zijn vaak oude dijken waarvan de direct waterkerende functie is komen te vervallen door de aanleg van de nieuwe voorgelegen dijk. In geval van een doorbraak van de nieuwe dijk kan de slaperdijk verdere inundatie voorkomen, de slaperdijk is dus potentieel zeewerend, en ligt als het ware te slapen. De nieuwe zeedijk wordt dan ook wakerdijk genoemd. Een extra slaperdijk wordt ook wel dromerdijk genoemd.
Slaperdijken zijn met name te vinden in het Schelde-estuarium, achter de Hondsbossche zeewering en langs de Waddenzeekust. Ook in de buurt van de Biesbosch en het Hollandsch Diep vindt men dijken die als slaperdijken kunnen worden aangemerkt, zoals de Uppelsedijk en de Kildijk in het Land van Heusden en Altena. Oorspronkelijk was de Uppelsedijk de westdijk van het Land van Altena langs de Biesbosch (Dussen - Almkerk - Sleeuwijk) maar door inpolderingen van de Almkerkse polder ten westen van deze dijk is deze dijk feitelijk een slaperdijk geworden.
Ondanks dat deze dijk nu ver in het binnenland ligt, was het oorspronkelijk wel een zeedijk die belast werd door stormen van zee via de Biesbosch. Deze dijk was ook een onderdeel van de Nieuwe Hollandse Waterlinie, het Fort aan de Uppelse Dijk was een onderdeel van deze linie.
In het rivierengebied kwamen ook incidenteel slaperdijken voor. Dit zijn dijken die aangelegd zijn voor het geval dat de hoofdwaterkering bezwijkt; hun functie is dus vergelijkbaar met een inlaagdijk. Een voorbeeld van zo'n slaperdijk is de dijk die in 1652 is aangelegd aan de oostkant van de Gelderse Vallei van Veenendaal (Fort aan de Buursteeg) naar het noorden tot aan Werk aan de Daatselaar. Deze dijk lag op de grens van Utrecht en Gelre en had tot doel dat als de Grebbedijk doorbrak (en dat gebeurde nog al eens) te voorkomen dat via de dan ondergelopen veengebieden tussen Wageningen en Veenendaal er in de provincie Utrecht inundaties plaats vonden (bij Renswoude en Scherpenzeel). Deze dijk bestaat nog steeds, maar heeft geen functie. Hij staat op de kaart met de naam Slaperdijk.
Slaperdijken hebben, nu de zeedijken op deltahoogte zijn gebracht, theoretisch geen zeewerende functie meer, evenwel worden ze vaak in stand gehouden om het land in compartimenten te verdelen, waardoor inundatie van het gehele achterland wordt voorkomen, dan wel vertraagd. Deze slaperdijken worden dan geclassificeerd als regionale of secundaire waterkeringen. Daarnaast worden slaperdijken mede vanwege hun cultuurhistorische en natuurwaarde beschermd.
Inlaagdijken worden soms ook slaperdijken genoemd, omdat dit ook landinwaarts gelegen reservedijken zijn. Hun ontstaan is echter anders. De bovengenoemde slaperdijken zijn feitelijk vervallen primaire dijken. Inlaagdijken zijn dijken die bewust achter de bestaande zeewering aangelegd zijn omdat men de standzekerheid van de bestaande kering niet vertrouwde, en geen technische middelen had om de bestaande primaire kering te verbeteren.
Na overgang naar de veiligheidsbenadering op basis van het overstromingsrisico (in 2017) werd het in sommige gevallen weer zinvol om de bijdrage van bestaande secundaire dijken in rekening te brengen. Zie hiervoor tandemdijk.
Tot slot is er de dromerdijk. Een dromerdijk of dromer is een extra dijk langs de zeekust voor het geval de slaperdijk geen stand houdt. Het is de laatste in het rijtje waker - slaper - dromer. Een voorbeeld is de Dromerdijk die al rond 1730 bij de Hondsbossche Zeewering lag, maar de laatste resten daarvan zijn afgegraven in de jaren zeventig van de 20ste eeuw.